# Serres (regional enhed)
 Ikke at forveksle med byen Serres.
Serres (græsk: Περιφερειακή ενότητα Σερρών) er en af Grækenlands regionale enheder i den geografiske region Makedonien. Den er en del af periferien Centralmakedonien. Hovedstaden er byen Serres . Den samlede befolkning når godt 175.000.

## Geografi
Området ligger mellem bjergene Orvelos mod nord, Menoikio mod øst, Pangaio mod sydøst, Kerdylio mod sydvest, Vertiskos mod vest, dele af Krousi mod vest og dele af Kerkini ligger mod nordvest. Den regionale enhed grænser op til Thessaloniki mod sydvest, Kilkis mod vest, Nordmakedonien med Novo Selo Kommune mod nordvest, Blagoevgrad -provinsen i Bulgarien mod nord, Drama mod nordøst og Kavala mod øst. Den Strymoniske Bugt ligger mod syd sammen med Strymonas-deltaet. Søen Kerkini var en sø beliggende i den sydlige del af området, men den er nu afvandet. 41% af den regionale enhed er dyrket land, og de fleste af landbrugsområderne er i nærheden af floden Struma, (Strymona) der kommer fra Bulgarien og løber ud i den Strymoniske Bugt. En anden flod er Angitis i den østlige del af området, med kløften og hulerne nær byen Alistrati Aggitis-kløften.
Den regionale enhed har mange arkæologiske og historiske lokaliteter.

## Administration
Den regionale enhed Serres er opdelt i 7 kommuner. Disse er (nummer som på kortet i infoboksen): 
- Amfipoli (2)
- Emmanouil Pappas (4)
- Irakleia (5)
- Nea Zichni (6)
- Serres (1)
- Sintiki (7)
- Visaltia (3)

Som en del af Kallikratis-regeringsreformen i 2011 blev Serres regionale enhed oprettet ud af det tidligere præfektur Serres (græsk: Νομός Σερρών). Præfekturet havde samme udstrækning som den nuværende regionale enhed.